# Clavulina
Clavulina (Joseph Schröter, 1888) din încrengătura Basidiomycota, în ordinul Cantharellales și familia Clavulinaceae, este un gen de ciuperci cuprinzând peste 80 de specii (în Europa mult mai puține), cu toate comestibile, ce se dezvoltă preponderent în zone tropicale sau în Oceania. Cele mai multe specii sunt saprofite, unele fiind în plus simbionți ectomicorizali (formează micorize pe rădăcinile arborilor). Sunt coloniști primari importanți ai deșeului organic forestier, trăiesc în păduri și apar nu rar imediat după o ploaie mai intensivă.  Tip de specie este Clavulina coralloides (laba mâței).

## Taxonomie
Numele binomial Clavulina, valabil până în prezent (2020), a fost determinat de micologul german Joseph Schröter în volumul 3 al jurnalului științific Kryptogamen-Flora von Schlesien din 1888. Denumirea Stichoramaria a micologului german Oskar Eberhard Ulbrich (1879-1952) din 1928 este acceptată sinonim, dar nu a fost folosită niciodată, fiind astfel neglijabilă.

## Morfologie
Speciile se caracterizează prin faptul că au corpuri fructifere extrem de ramificate, imprimate de spori pe exterior. Există însă și soiuri neramificate în formă de măciucă. Ramurile sunt cilindrice sau aplatizate, contondente, ascuțite sau crestate la vârf. De obicei sunt grupate în mănuchiuri și ating o înălțime de aproximativ 10-15 cm. Au o suprafață netedă până ridată și o consistență moale, ceroasă, dar nu fragilă. Coloritul tinde în mod normal între albicios și cenușiu, dar există și specii gălbuie sau liliachii până purpurii.
Sporii albi, aproape sferici sau larg elipsoidali, sunt netezi, cu pereți subțiri, neamiloizi (nu intră în reacție cu iod), hialini (translucizi), fiecare cu câte o picătură mare de ulei în centru sau gutulați. Basidiile cilindrice destul de înguste, cu 4 sterigme mari și puternice care sunt adesea bi-sterigmate (septate secundar). Hifele sunt cu sau fără cleme. 
Ciupercile pot fi confundate ușor cu cele ale genului Ramaria care sunt de creștere mai puternică și arată sub microscop doar 2 sterigme.

## Sistematică
Conform Mycobank și a legăturilor de acolo cu GBIF (Global Biodiversity Information Facility=Fondul de informare a biodiversității globale), genul reprezintă 86 specii care se dezvoltă preponderent în regiuni tropicale, America de Nord, Australia și Noua Zeelandă. În Europa apar doar 16 soiuri (E). În detaliu:
| - Clavulina albiramea (Corner) Buyck & Duhem (2007) - Republica Democrată Congo, Madagascar, Malawi, Zimbabwe - Clavulina alpina Franchi & M.Marchetti (2018) - E - Clavulina alta Corner (1968) - Nepal - Clavulina alutaceosiccescens R.H.Petersen (1988) - Noua Zeelandă - Clavulina amazonensis Corner (1970) - America de Sud în partea de nord - Clavulina amethystina (Bull.) Donk (1933) - E, Asia, SUA - Clavulina amethystinoides (Peck) Corner (1950), India, Japonia - SUA - Clavulina angustisperma Singer (1969) - America de Sud - Clavulina arcuatus Douanla-Meli (2007) - Camerun - Clavulina bessonii (Pat.) Corner (1950) - America de Sud - Clavulina brunnea Corner (1970) - America de Nord - Clavulina brunneocinerea R.H.Petersen (1988) - Noua Zeelandă - Clavulina caespitosa T.W.Henkel, Meszaros & Aime (2005) - Guyana - Clavulina cartilaginea (Berk. & M.A.Curtis) Corner (1950), E - Asia de Sud-Est, Cuba - Clavulina castaneipes (G.F.Atk.) Corner (1950) - America de Nord, India, Japonia - Clavulina cavipes Corner (1950) - Malaysia, Mexic, Noua Zeelandă - Clavulina cerebriformis Uehling, Aime & T.W.Henkel (2012) - Guyana - Clavulina chondroides (Berk.) Corner (1950) - Surinam - Clavulina cinerea (Bull.) J.Schröt. (1888) - E, America, Australia, India, Japonia - Clavulina cinereoglebosa Uehling, Aime & T.W.Henkel (2012) - Guyana - Clavulina cirrhata (Berk.) Corner (1950) - Brazilia, Guyana, Guyana franceză - Clavulina coffeoflava P.Roberts (1999) - Camerun - Clavulina connata (Berk.) Corner (1950) - Brazilia, Guyana, Venezuela | - Clavulina copiosocystidiata R.H.Petersen (1988) - Noua Zeelandă - Clavulina coralloides (L.) J.Schröt. (1888) sin. Clavulina cristata (Holmsk.) J.Schröt. (1888) - E, America, Asia, Australia, Africa de Sud - Clavulina craterelloides Thacker & T.W.Henkel (2004) - Brazilia, Guyana, Guyana franceză - Clavulina decipiens Corner (1950) - Australia, Malaysia - Clavulina delicia (Berk.) Corner (1950) - Brazilia - Clavulina dicymbetorum T.W.Henkel, Meszaros & Aime - (2005) Guyana - Clavulina effusa Uehling, Aime & T.W.Henkel (2012) - Guyana - Clavulina etruriae Franchi & M. Marchetti (2018) - E - Clavulina flava P.Zhang (2019) - China - Clavulina floridana Singer (1950) - Bahamas, Brazilia, Noua Zeelandă, SUA - Clavulina fusco-lilacina (Berk.) Overeem (1923) - Brazilia, Noua Zeelandă - Clavulina gallica Corner (1950) - Maroc - Clavulina geoglossoides Corner (1970) - Australia, Noua Zeelandă - Clavulina gigartinoides Corner (1950) - India, Malaysia - Clavulina gracilis Corner (1950) - America de Sud, India, Pakistan - Clavulina grisea Meiras-Ottoni & Gibertoni (2017) - Brazilia - Clavulina griseopurpurascens Corner (1970) – Saint Kitts și Nevis - Clavulina griseohumicola T.W.Henkel, Meszaros & Aime (2005) - Guyana - Clavulina guyanensis Uehling, Aime & T.W.Henkel (2012) -Guyana - Clavulina hispidulosa Corner (1956) - India, Noua Zeelandă - Clavulina humicola T.W.Henkel, Meszaros & Aime (2005) - Guyana - Clavulina humilis (Cooke) Corner (1950) - E, America, Indonezia Noua Zeelandă - Clavulina incarnata (Corner) Olariaga, (2012) - E - Clavulina incrustata Wartchow (2012) - Brazilia - Clavulina ingrata Corner (1950) - India, Malaysia | - Clavulina iris Loizides, Bellanger & P.-A.Moreau (2019) - Sri Lanka - Clavulina kunmudlutsa T.W.Henkel & Aime (2011) - Guyana - Clavulina leveillei (Sacc.) Overeem (1923) - Australia, India, Maroc, Noua Zeelandă - Clavulina lilliputiana Trappe & Castellano (2007) - Tasmania - Clavulina limosa K.S.Thind & Sharda (1984) - India - Clavulina livida Z.Shu, He Yan & Shuang (2016) - China - Clavulina monodiminutiva T.W.Henkel, Meszaros & Aime (2005) - Guyana - Clavulina mussooriensis Corner, K.S.Thind & Dev (1958) - India - Clavulina mutabilis R.H.Petersen (1967) - SUA - Clavulina nigricans Thacker & T.W.Henkel (2004) - Guyana Guyana Franceză - Clavulina odorata P.Karst. (1890) - E - Clavulina ornatipes (Peck) Corner (1950) - America de Nord, Republica Congo, Japonia - Clavulina ossea Meiras-Ottoni & Gibertoni (2017) - Brazilia - Clavulina pakaraimensis Uehling, T.W.Henkel & Aime (2012) - Guyana - Clavulina pampeana (Speg.) Corner (1950) - Australia, Noua Zeelandă - Clavulina panurensis (Berk.) Corner (1950) - Brazilia - Clavulina paraincrustata Meiras-Ottoni & Gibertoni (2017) - Brazilia - Clavulina pilosa Corner (1950) - E, SUA - Clavulina puiggarii (Speg.) Corner (1957) - Brazilia, Malaysia Trinidad și Tobago | - Clavulina purpurascens P.Zhang (2019) - China - Clavulina purpurea R.H.Petersen (1988) - Noua Zeelandă, SUA - Clavulina ramarioides R.H.Petersen (1986) SUA - Clavulina ramosior (Corner) P.Roberts (1999) - Republica Democrată Congo - Clavulina reae Olariaga, (2012) - E, Argentina, Guyana, Noua Zeelandă Puerto Rico, SUA - Clavulina rosiramea Uehling, T.W. Henkel & Aime (2012) - Guyana - Clavulina rugosa (Bull.) J.Schröt. (1888) - E, Australia, Canada, Noua Zeelandă, SUA - Clavulina samuelsii R.H.Petersen (1988) - Australia, Noua Zeelandă - Clavulina septocystidiata R.H.Petersen (1988) - Noua Zeelandă - Clavulina sprucei (Berk.) Corner (1950) - Guyana - Clavulina subrugosa (Cleland) Corner (1950) - Australia, Noua Zeelandă, Panama - Clavulina tasmanica Berk. ex Cooke) Corner (1950) - Australia, Noua Zeelandă - Clavulina tepurumenga T.W.Henkel & Aime (2011) - Brazilia, Guyana - Clavulina urnigerobasidiata R.H.Petersen (1988) - Noua Zeelandă - Clavulina thindii Singh (2019) - India, Pakistan - Clavulina vanderystii (Bres.) Corner (1950) - E, Republica Democrată Congo - Clavulina vinaceocervina (Cleland) Corner (1950) Australia, Noua Zeelandă - Clavulina viridula (Bres.) D.A.Reid (1962) - E, Indonezia - Clavulina wisoli R.H.Petersen (2003) - Republica Democratică Congo, Madagascar, Tanzania |

## Speciile genului în imagini (selecție)

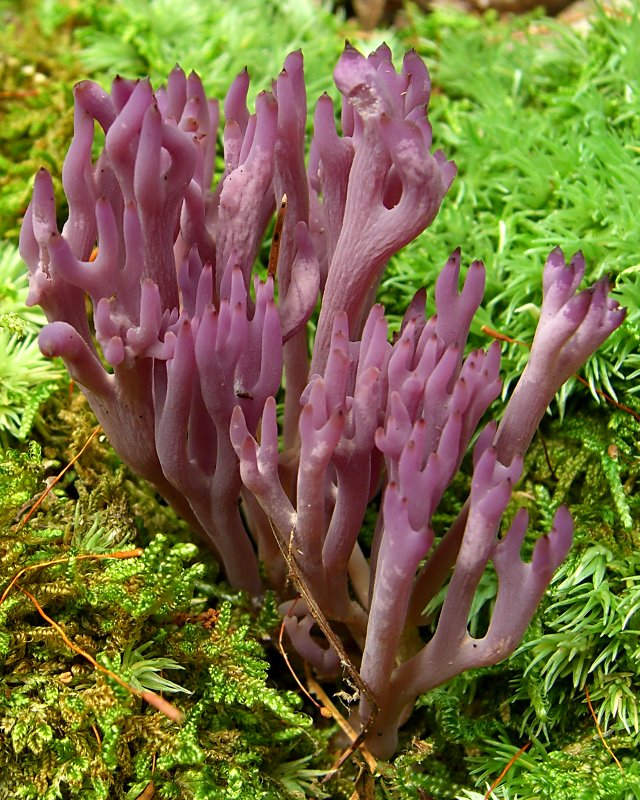
Clavulina amethystina
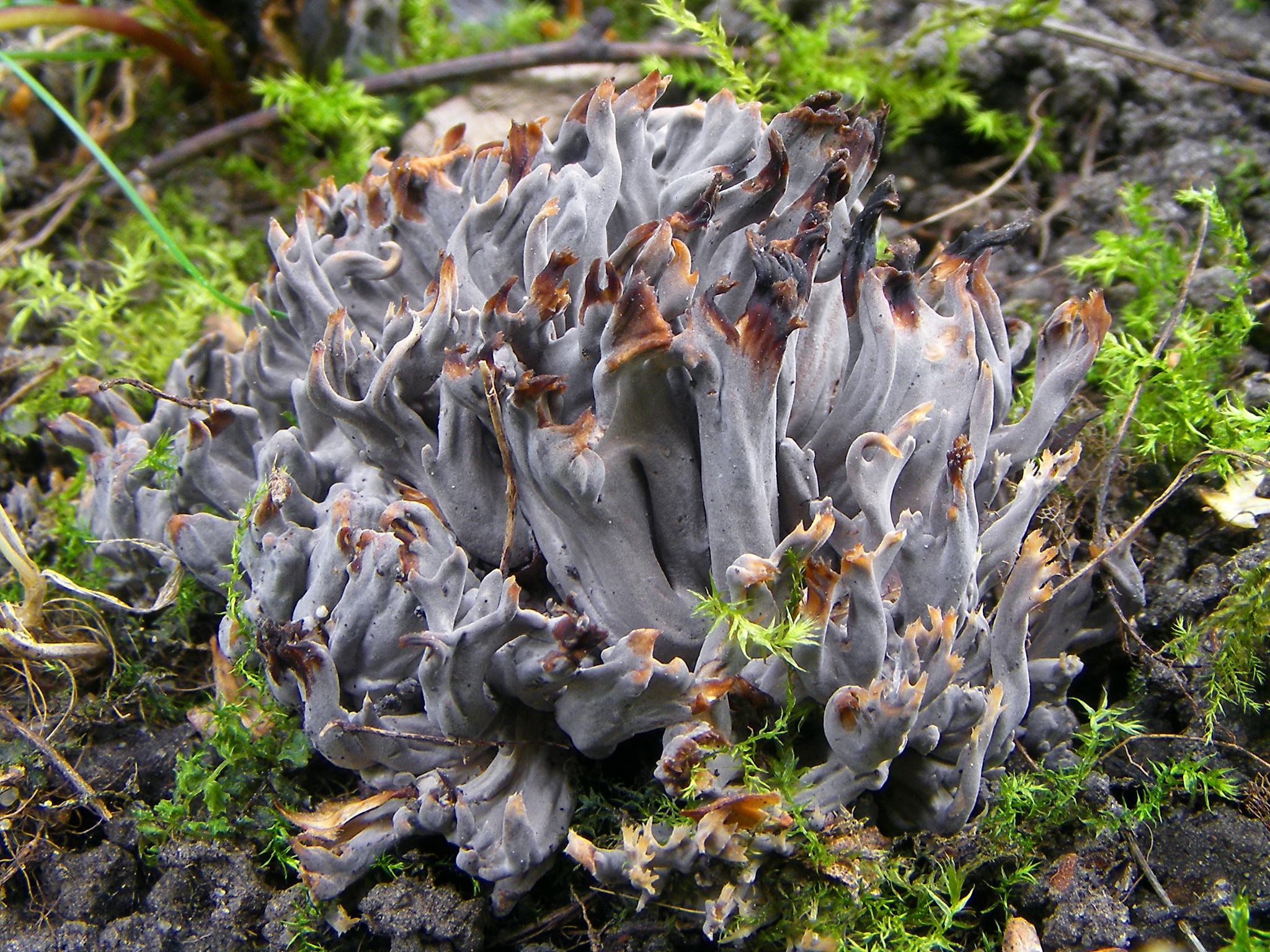
Clavulina cinerea
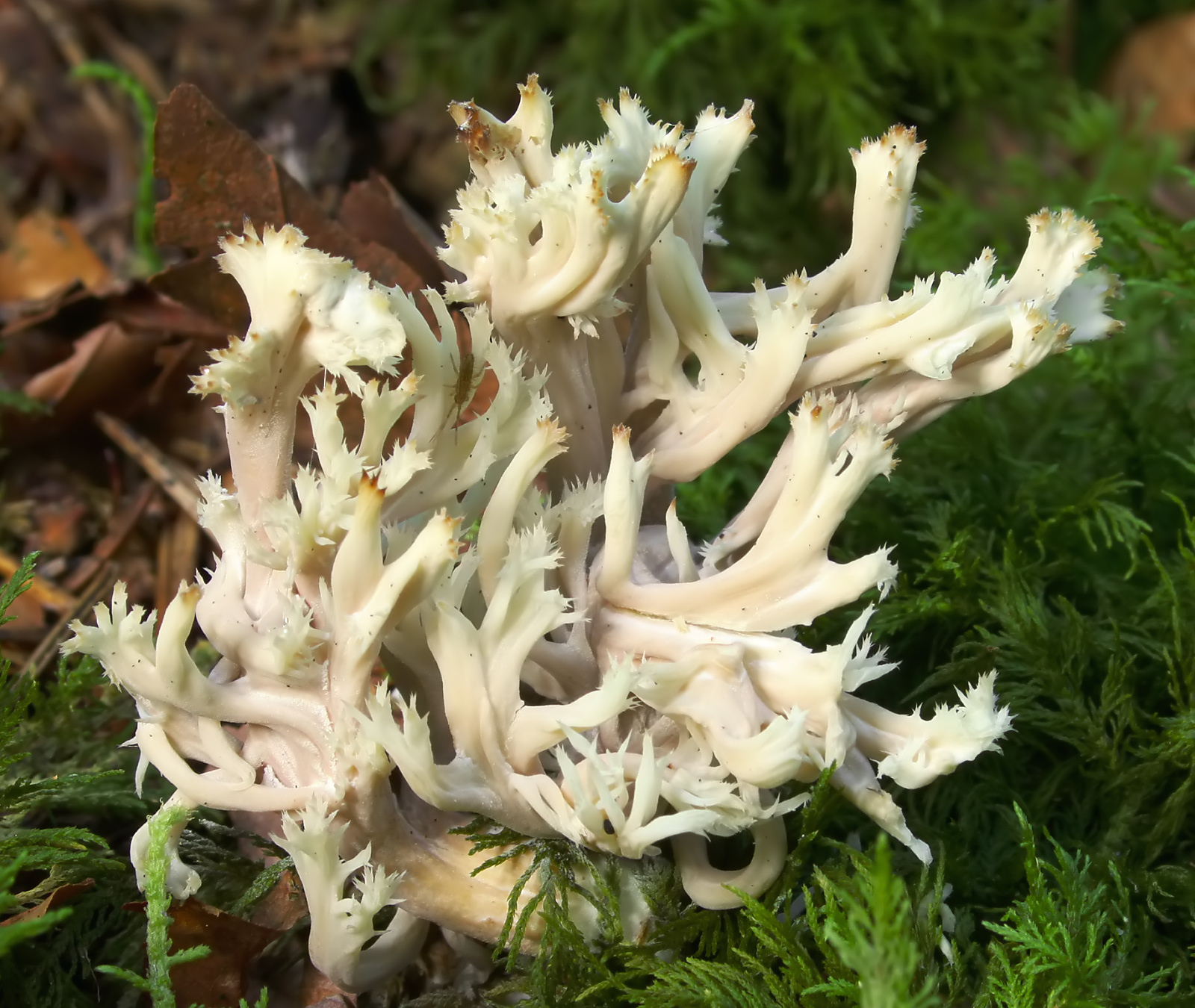
Clavulina coralloides sin. Clavulina cristata
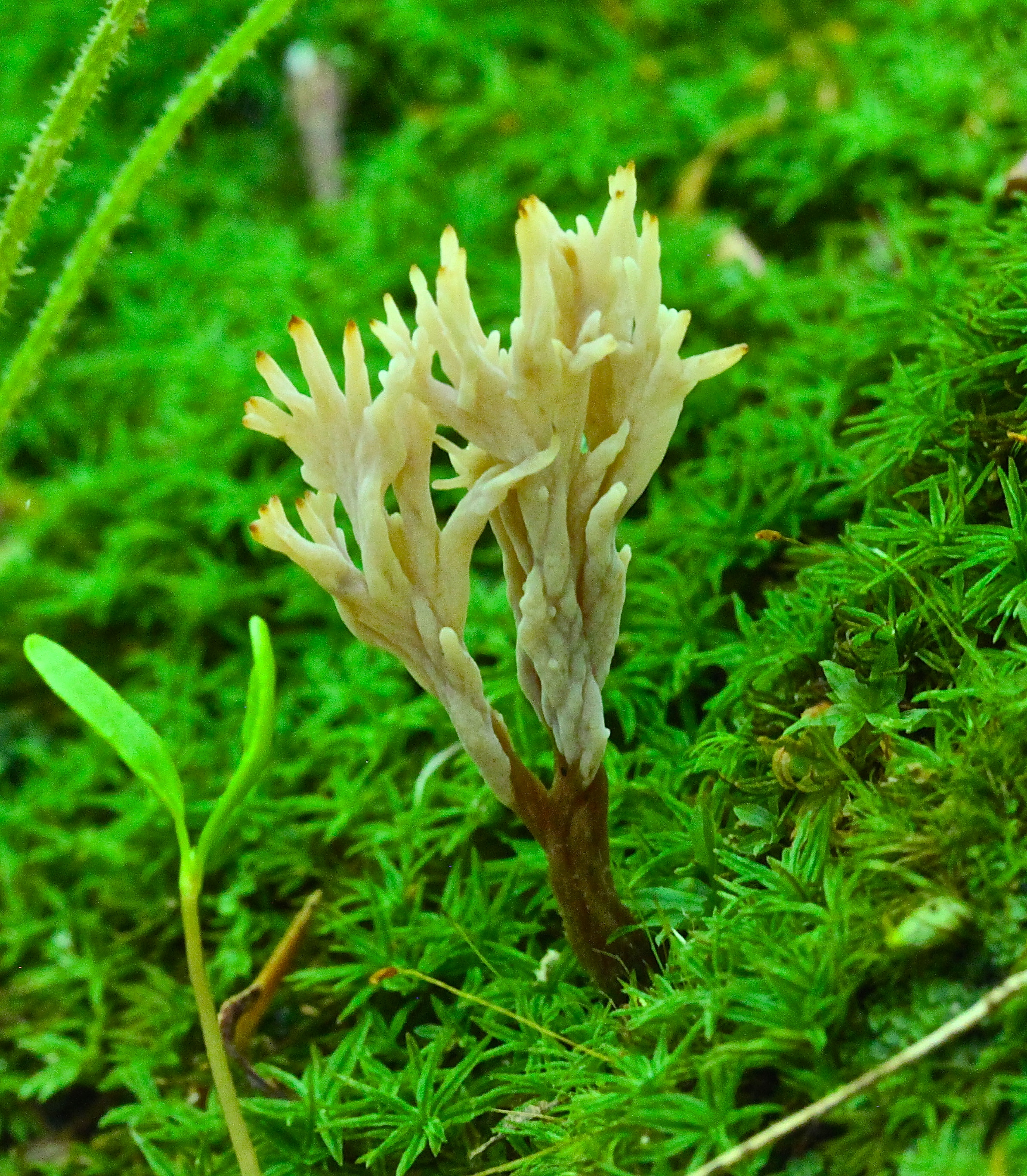
Clavulina ornatipes
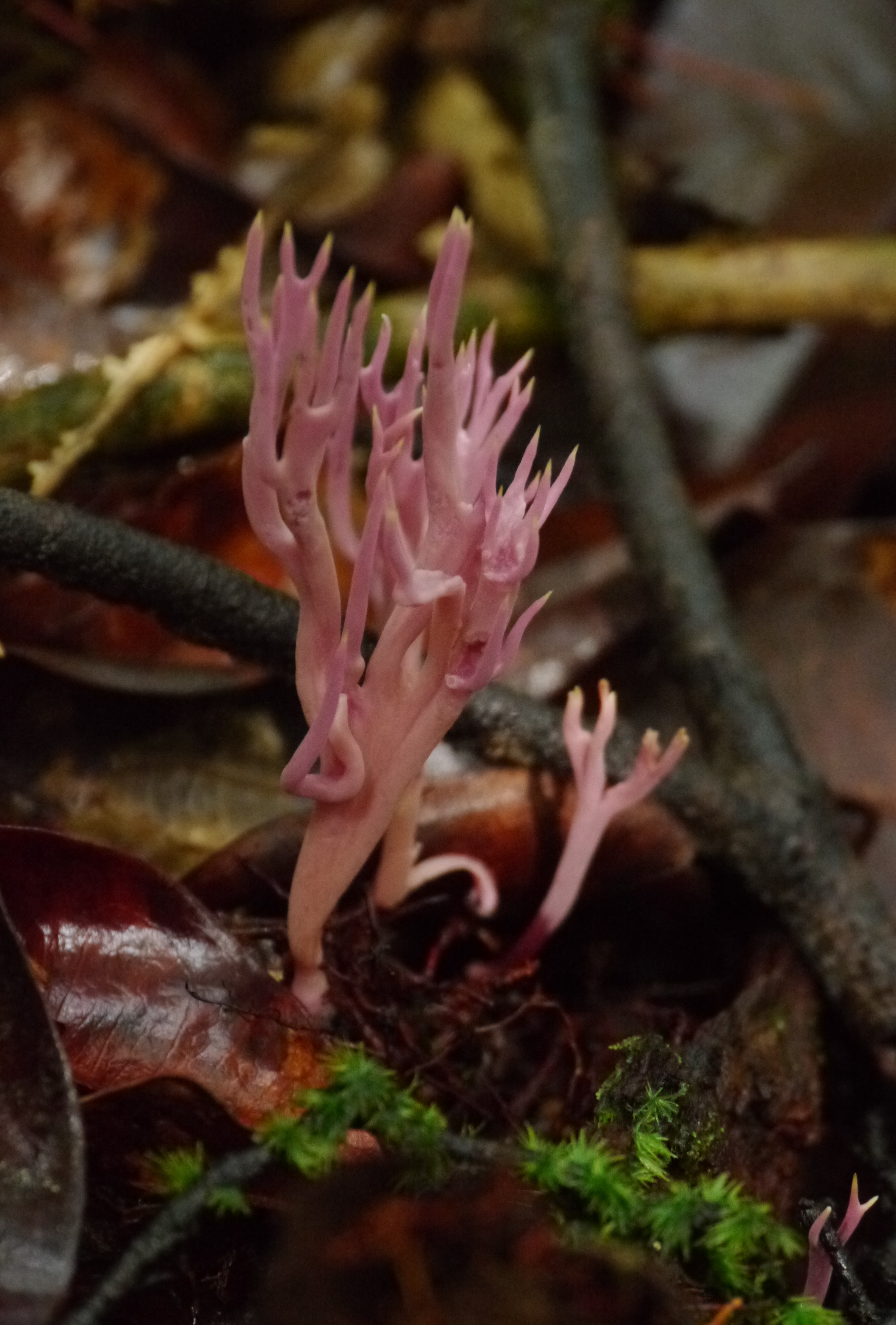
Clavulina pakaraimensis
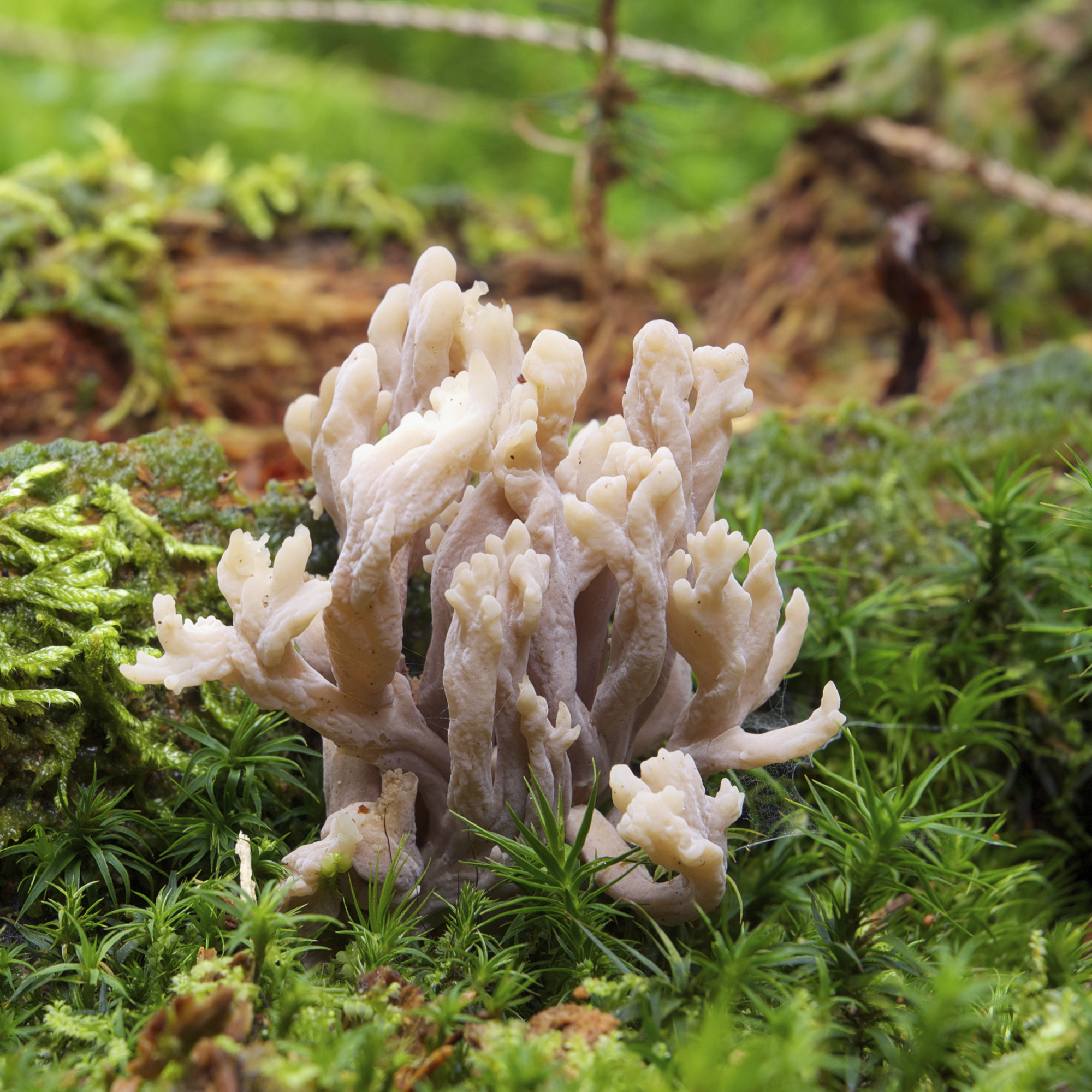
Clavulina rugosa
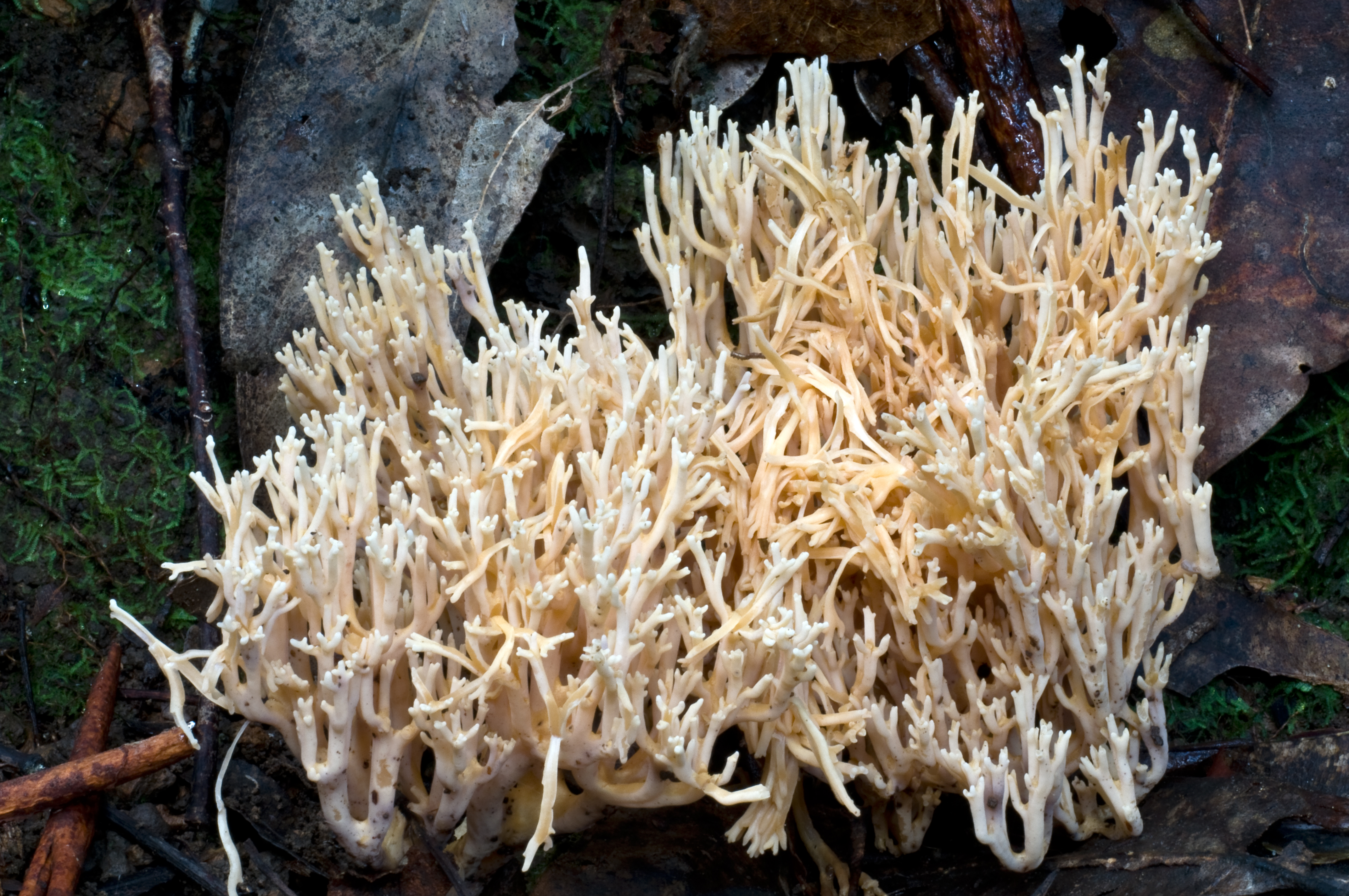
Clavulina subrugosa